# Ectropis alba
Ectropis alba là một loài bướm đêm trong họ Geometridae.